# Карелска пита
Карелска пита, карелијска пита или карелски пирог ( крл. kalittoja, једнина kalitta; олонетски: šipainiekku; фин. karjalanpiirakat, једнина karjalanpiirakka;  или швед. karelska piroger) су традиционалне финске пите или пироги пореклом из региона Карелије. Једу се широм Финске, као и у суседним областима као што су Естонија и руска Карелија.
Најстарије традиционалне пите обично су имале кору од ражи, али су севернокарелске и ладогске карелијске варијанте такође садржале пшеницу да би се побољшао квалитет коре. Уобичајени надеви су били јечам и талкуна. У 19. веку као надеви уведени су најпре кромпир, а потом и хељда, а касније и кувани пиринач и просо.
Данас најпопуларнија верзија има танку ражену кору са филом од пиринча. Пуњење од пире кромпира и пиринча и шаргарепе је такође уобичајено. Маслац, често помешан са сецканим куваним јајетом (маслац од јаја или мунавои), пре јела се наноси преко врућих колача.
Карелијска пита има статус загарантованог традиционалног специјалитета у Европи од 2003.  То значи да сваки произвођач који се не придржава традиционалног рецепта не може да их назове карелијска пита, већ ће уместо тога морати да их назове  riisipiirakka („пиринчане пите“),  perunapiirakka („пите од кромпира“) итд., у зависности од пуњења.